# Прери-Вью (тауншип, Миннесота)
Прери-Вью (англ. Prairie View) — тауншип в округе Уилкин, Миннесота, США. На 2000 год его население составило 215 человек.

## География
По данным Бюро переписи населения США площадь тауншипа составляет 90,9 км², из которых 90,8 км² занимает суша, а 0,1 км² — вода (0,11 %).

## Демография
По данным переписи населения 2000 года здесь находились 215 человек, 73 домохозяйства и 58 семей. Плотность населения — 2,4 чел./км². На территории тауншипа расположено 83 постройки со средней плотностью 0,9 построек на один квадратный километр. Расовый состав населения: 98,60 % белых и 1,40 % афроамериканцев.
Из 73 домохозяйств в 42,5 % воспитывались дети до 18 лет, в 69,9 % проживали супружеские пары, в 4,1 % проживали незамужние женщины и в 20,5 % домохозяйств проживали несемейные люди. 16,4 % домохозяйств состояли из одного человека, при том 4,1 % из — одиноких пожилых людей старше 65 лет. Средний размер домохозяйства — 2,95, а семьи — 3,33 человека.
32,1 % населения — младше 18 лет, 5,6 % — в возрасте от 18 до 24 лет, 30,7 % — от 25 до 44, 21,9 % — от 45 до 64, и 9,8 % — старше 65 лет. Средний возраст — 39 лет. На каждые 100 женщин приходилось 106,7 мужчин. На каждые 100 женщин старше 18 приходилось 131,7 мужчин.
Средний годовой доход домохозяйства составлял 42 500 долларов, а средний годовой доход семьи — 50 938 долларов. Средний доход мужчин — 28 500 долларов, в то время как у женщин — 20 750. Доход на душу населения составил 18 038 долларов. За чертой бедности находились семей и всего населения тауншипа, из которых — люди моложе 18 и старше 65 лет.